# Dejan Djuranović
Dejan Djuranović (5 maggio 1968) è un allenatore di calcio ed ex calciatore sloveno, di ruolo centrocampista.

## Carriera

### Allenatore
Nel giugno 2020 prese le redini della panchina del Domžale in sostituzione del tecnico Andrej Razdrh.